# Palazzo Bevilacqua (Verona, corso Santa Anastasia)
Palazzo Bevilacqua è un edificio civile che si trova nel cuore del centro storico di Verona, situato lungo corso Santa Anastasia e di fronte al basilica di Santa Anastasia; non è da confondere con palazzo Bevilacqua di corso Cavour, commissionato dalla stessa famiglia Bevilacqua ma più noto in quanto opera dell'architetto rinascimentale Michele Sammicheli.

## Storia e descrizione
L'edificio all'angolo tra corso Santa Anastasia e via San Pietro Martire fu dimora del magistrato Pietro Alighieri e di Dante II Alighieri, rispettivamente figlio e nipote di Dante, almeno dal 1363. Nel 1414 Dante II ampliò la proprietà acquistando una casa confinante, in modo da avere nuovi spazi disponibili per la residenza del figlio Leonardo Alighieri, che nel frattempo aveva sposato una esponente di una prestigiosa famiglia patrizia cittadina.

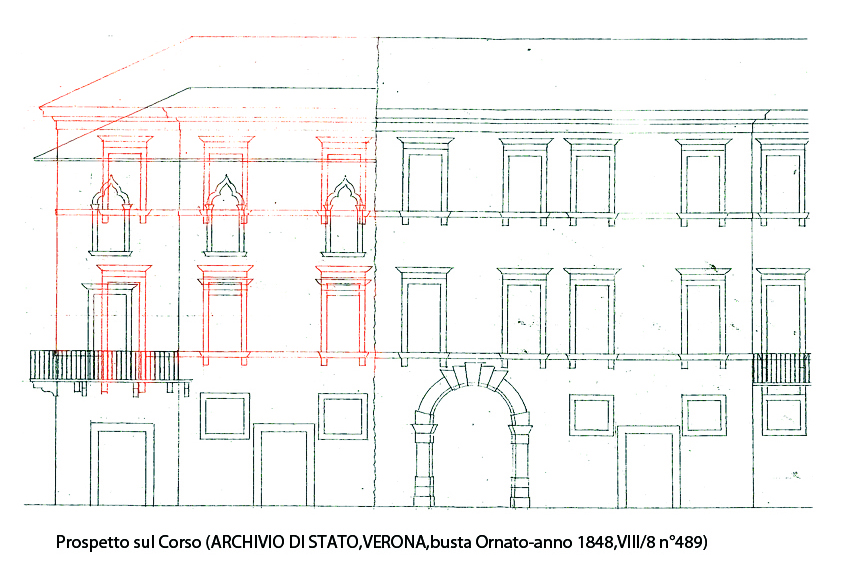
Progetto di ristrutturazione del 1848, da cui si può intuire l'aspetto precedente dell'edificio

L'immobile venne infine venduto il 22 febbraio 1453 da Pietro III, figlio di Leonardo, a Francesco Pellegrini, che a sua volta la rivendette in breve tempo ai Bevilacqua. L'acquirente fu molto probabilmente Guglielmo Bevilacqua (1418-1486): mandato da giovane a Mantova, dove in breve tempo divenne cavaliere principale della corte, intorno alla metà del Quattrocento tornò infatti a Verona dove procedette coi congiunti alla suddivisione dei beni di famiglia. Fu in questa occasione che andò ad abitare nella contrada di Santa Maria in Chiavica, dove entrò in possesso della casa e la sottopose a importanti interventi di ristrutturazione, fondando il ramo dei Bevilacqua che ancora abita il palazzo.
Fino alla prima metà del XIX secolo l'edificio conservava ancora una bifora di stile gotico sul lato di via San Pietro Martire e tre finestre, sempre gotiche, sul lato del corso. Nel 1848 Gaetano Bevilacqua commissionò il ridisegno della facciata all'architetto Francesco Ronzani, così il palazzo acquisì la sua forma definitiva, conservando solo qualche elemento medievale.